# Dom Współpracy Polsko-Niemieckiej
Dom Współpracy Polsko-Niemieckiej (niem. Haus der Deutsch-Polnischen Zusammenarbeit) – pierwszy związek stowarzyszeń i ponadpartyjna inicjatywa polskich oraz niemieckich organizacji, które połączyły swoje doświadczenia i umiejętności, swoje zasoby finansowe i ludzkie zgodnie z zasadą „siła we wspólnocie, razem jesteśmy w stanie zdziałać więcej”. Został założony w 1998 r. przez Thaddäusa Schäpeego.
DWPN współpracuje z instytucjami i organizacjami nie tylko z Polski i Niemiec, ale też z innych krajów europejskich. Biura Domu Współpracy Polsko-Niemieckiej znajdują się w Gliwicach i Opolu.
„...Dom dla Niemców, Polaków oraz innych przyjaciół i sąsiadów, który służy dialogowi o tym, skąd pochodzimy, gdzie jesteśmy i dokąd zmierzamy...” powiedział Prezydenta Republiki Federalnej Niemiec prof. dr Roman Herzog podczas uroczystości otwarcia Domu Współpracy Polsko-Niemieckiej w Gliwicach 17 lutego 1998 roku, w której uczestniczyła w imieniu Prezydenta Rzeczypospolitej Polskiej, Aleksandra Kwaśniewskiego, prof. Danuta Hübner.
14 grudnia 1999 roku odbyła się oficjalna inauguracja działalności Centrum Europejskiego w siedzibie DWPN w Gliwicach, którą uświetnił swoją obecnością Minister Jan Kułakowski, Pełnomocnik Rządu Rzeczypospolitej Polskiej ds. Negocjacji o Członkostwo w Unii Europejskiej. W roku 2002 otwarto polskie biuro Domu Współpracy Polsko-Niemieckiej, które stało się centrum aktywnego dialogu polsko-niemieckiego przy współudziale mniejszości niemieckiej.
W roku 2009 gliwickie biuro DWPN zostało przeniesione ze swojej pierwszej siedziby przy ulicy Rybnickiej do jednego z budynków zrewitalizowanego kompleksu kopalnianego usytuowanego przy ulicy Bojkowskiej w Gliwicach. W roku 2012 Dom Współpracy Polsko-Niemieckiej został nagrodzony Złotym Laurem Umiejętności i Kompetencji za wkład w rozwój stosunków polsko-niemieckich i pogłębianie integracji Polski z Unią Europejską poprzez budowanie społeczeństwa obywatelskiego, rozwój samorządności i prowadzenie dialogu interkulturowego.

## Działalność
Celem Domu Współpracy Polsko-Niemieckiej jest od zawsze przyczynianie się do wzajemnego zrozumienia różnych grup ludności i wzbudzanie świadomości, że Śląsk ma tylko jedną przyszłość: wspólną. Wszystko, co dzieje się na Śląsku, w Polsce, Niemczech i Europie w równym stopniu dotyczy każdej grupy tu żyjącej. Śląsk, jako wielokulturowy obszar pogranicza, zawsze będzie odgrywać szczególną rolę w stosunkach polsko-niemieckich. Właśnie tutaj DWPN realizuj projekty edukacyjne i informacyjne z zakresu stosunków polsko-niemieckich, dialogu interkulturowego, budowania społeczeństwa obywatelskiego, propagowania praw mniejszości narodowych, rozwoju lokalnego oraz regionalnego w kontekście obecności Polski w Unii Europejskiej.

## Projekty

### Historia
Wielokulturowa przestrzeń Górnego Śląska stwarza szereg możliwości do odkrywania i kreatywnej prezentacji spuścizny oraz dziedzictwa kulturowego regionu, a tym samym do działania na rzecz tożsamości kulturowej jego mieszkańców. Bogactwo historyczno-kulturowe Górnego Śląska wpływa także na różnorodność przygotowywanych przez DWPN projektów. Ważne miejsce w działalności Domu zajmują projekty wydawnicze i wystawiennicze służące zachowaniu, wydobyciu i prezentacji dziedzictwa kulturowego oraz wielowątkowych często zapomnianych, bądź pomijanych wielokulturowych dziejów Górnego Śląska i okolic.
„Historia Górnego Śląska. Polityka, gospodarka i kultura europejskiego regionu” to owoc wieloletniej pracy naukowców i ekspertów z Polski, Niemiec i Czech. Po raz pierwszy od zakończenia II wojny światowej polscy, niemieccy oraz czescy historycy podjęli próbę możliwie szerokiego opracowania spornej historii tego regionu o wielokulturowych tradycjach i powikłanych tożsamościach. Publikacja ta to synteza europejskiej historii Górnego Śląska. Do tej pory: 3 dodruki, ponad 7 tysięcy egzemplarzy publikacji
„Dziadek z Wehrmachtu. Doświadczenie zapisane w pamięci” to wystawa, która ma zachować od zapomnienia ludzkie historie. Powstała dzięki relacjom 48 osób z różnych regionów Polski: Górnego Śląska, Pomorza, Warmii i Mazur. Udostępnione przez nich pamiątki, zdjęcia i dokumenty, a przede wszystkim nagrane w formie audio i wideo ujmujące wypowiedzi świadków historii i członków ich rodzin, przedstawiają na szerokim tle historycznym, kulturowym i społecznym nieporuszone dotąd wątki. Scenariusz wystawy obejmuje, oprócz wojennych szlaków byłych członków Wehrmachtu, środowisko dorastania, czasy dzieciństwa i młodości, powroty z wojen i życie w nowej rzeczywistości.

### Kultura
W regionie z europejskim doświadczeniem kulturowej różnorodności i wielojęzyczności, promowanie wielokulturowości stanowi nieodłączny element budowania europejskiego społeczeństwa obywatelskiego, otwartego na poznanie doświadczeń historycznych i kulturowych, które kształtowały i wciąż kształtują Górny Śląsk. Jednym z głównych priorytetów Domu jest uświadamianie potrzeby prowadzenia oraz wspierania dialogu międzykulturowego, który ma na celu propagowanie wzajemnego zrozumienia i tolerancji.
„HAUSbesuche – spotkania domowe” to projekt prezentujący dokonania w przestrzeni kultury i sztuki zarówno niemieckiej, jak i polskiej. Gośćmi są twórcy i artyści, którzy działają po obu stronach granicy. Nadrzędnym zadaniem tego projektu jest przybliżenie tematyki wspólnej, stworzenie otwartej płaszczyzny wymiany poglądów i doświadczeń. Poprzez niepowtarzalne spotkania z ludźmi, muzyką i filmem odkrywany i przywracany jest wielokulturowy charakter Górnego Śląska.
Plebiscyt Mosty Dialogu ma na celu pokazanie i uhonorowanie w przestrzeni publicznej tych, którzy od lat, żyją ideą doświadczenia kulturowej różnorodności i wielojęzyczności, propagowania wiedzy o regionie i jego walorach, i tę ideę wprowadzają w czyn. Laureaci ostatnich edycji potwierdzają, iż dialog polsko-niemiecki umacnia się i buduje wciąż od nowa.
Laureaci 2010: Helmut Kohl, Tadeusz Mazowiecki (złote mosty), Dobrodzieński Ośrodek Kultury i Sportu (instytucja), Caritas Diecezji Opolskiej (organizacja pozarządowa), pastor Henryk Schröder (ludzie)
Laureaci 2013: abp Alfons Nossol, Kurt Beck (złote mosty), Centralne Muzeum Jeńców Wojennych w Łambinowicach-Opolu (instytucja), Fundacji Rozwoju Śląska oraz Wspierania Inicjatyw Lokalnych (organizacja pozarządowa), Bernard Kus (ludzie)

### Edukacja
Przedsięwzięcia adresowane do i realizowane we współpracy z młodzieżą i na rzecz jej rozwoju oraz edukacji w duchu europejskiego społeczeństwa obywatelskiego, tolerancji i świadomości własnego dziedzictwa historycznego oraz kulturalnego zajmują priorytetowe miejsce w działalności Domu Współpracy Polsko-Niemieckiej.
Projekty DWPN to wkład w edukację historyczną młodzieży.
Archiwum Historii Mówionej powstało w ramach projektu realizowanego przez Dom Współpracy Polsko-Niemieckiej we współpracy ze Związkiem Niemieckich Stowarzyszeń Społeczno- Kulturalnych w Polsce. Jego celem jest utrwalanie relacji ustnych świadków historii oraz podniesienie świadomości historycznej wśród młodych ludzi zainteresowanych dziejami Śląska. Archiwum nie mogłoby powstać i rozwijać się bez dwóch grup: młodych ludzi, którzy poświęcają swój wolny czas na odkrywanie historii swojej małej ojczyzny oraz świadków czasu, którzy znajdują czas i niejednokrotnie również wewnętrzną siłę, żeby opowiedzieć młodym ludziom o trudnych momentach swojego życia. Jest to niepowtarzalna lekcja historii, kształtująca tożsamość oraz poszerzająca wiedzę nie tylko o historii regionu, ale także o historii dwóch państw: Polski i Niemiec w kontekście regionalnym i europejskim. Do tej pory (2017 r.): 9 edycji projektu, ponad 200 uczestników, ponad 300 relacji
Dwujęzyczność to wielka szansa i niesamowity potencjał, dlatego język niemiecki na Górnym Śląsku nie powinien być wyłącznie domeną mniejszości niemieckiej. W regionie, który od zawsze określany był tyglem kulturowym, operowanie dwoma językami to nie tylko wyraz wielokulturowości, ale możliwość rozwoju i odnalezienia własnego miejsca na świecie. Ucząc się języków, zyskujemy możliwości, a to otwiera szansę na realizację marzeń, które wcześniej były nieosiągalne. Poznawanie drugiego języka, używanie go w kontaktach międzyludzkich ma kluczowe znaczenie dla budowania więzi między mniejszością niemiecką oraz większością polską. Promowanie dwujęzyczność jako fenomenu społeczno-kulturowego jest zadaniem projektu Bilingua – łatwiej z niemieckim.

### Region
Budowanie dobrych stosunków polsko-niemieckich, wspieranie dalszej integracji Polski z Unią Europejską, kształtowanie społeczeństwa obywatelskiego oraz rozwijanie współpracy europejskich regionów to zadania realizowane przez Dom w szczególnym regionie Europy – na Górnym Śląsku.
Dzięki cyklowi spotkań „Rozmowy o Europie, Polsce i Niemczech” DWPN stworzył regionalną, a zarazem europejską płaszczyznę dialogu, dyskusji, wymiany poglądów i doświadczeń. Z zaproszonymi gośćmi rozmawia się o Europie, Unii Europejskiej i jej mieszkańcach, europejskiej polityce, gospodarce, kulturze, a także o fascynacji Europą i ideą Wspólnej Europy. Dotyka się najbardziej aktualnych tematów, wyzwań politycznych, społecznych i gospodarczych.
Wspólnej budowie europejskiego regionu i Europy sprzyjają takie inicjatywy, jak realizowany od 2006 roku przez Dom Współpracy Polsko-Niemieckiej na zlecenie Urzędu Marszałkowskiego Województwa Śląskiego Młodzieżowy Szczyt Regionalnego Trójkąta Weimarskiego. Projekt opiera się na wyjazdach studyjnych młodzieży w ramach trójstronnego porozumienie między Województwem Śląskim, Północną Nadrenią-Westfalią w Niemczech oraz Nord-Pas de Calais we Francji. Jest to niesamowita okazja, by spotkać się w rówieśnikami z innych krajów, poznać ich opinie oraz doświadczenia. Do tej pory: 16 edycji projektu, ponad 700 uczestników.

### Nauka
Działalność naukowa oraz badawcza Domu Współpracy Polsko-Niemieckiej oscyluje wokół zagadnień związanych z polsko-niemiecką historią regionu i jego mieszkańców. Inicjujemy i koordynujemy szeroko rozumiane studia regionalne uwzględniając kontekst polityczny, gospodarczy, społeczny i kulturowy Górnego Śląska. DWPN organizuje seminaria i konferencje, które służą wymianie myśli na temat najważniejszych kwestii górnośląskich, polsko-niemieckich i europejskich.
Seminarium Śląskie to jedna z najważniejszych inicjatyw na Górnym Śląsku, poświęcona tematyce polsko-niemieckiej oraz szeroko pojętej problematyce Górnego Śląska, ze szczególnym uwzględnieniem specyfiki tego regionu jako obszaru o wielokulturowej tradycji. Ten projekt to swoiste forum, w ramach którego spotykają się i dyskutują mieszkańcy regionu, przedstawiciele mniejszości niemieckiej, większości polskiej oraz zaproszeni goście z zagranicy. Seminaria to doskonała okazja do otwartej wymiany poglądów w atmosferze wzajemnego zaufania i poszanowania odmienności poglądów. Do tej pory: 21 edycji, ponad 10 tys. uczestników.
Od marca 2015 roku Dm Współpracy Polsko-Niemieckiej realizuje projekt Centrum Badań Mniejszości Niemieckiej. Jego zadaniem jest podejmowanie problemów badawczych dotyczących Niemców w Polsce w okresie powojennym oraz gromadzenie archiwaliów, dokumentów, wspomnień świadków czasu. Podstawę podjęcia działań stanowi jeden z zapisów polsko-niemieckiego Wspólnego Oświadczenia Okrągłego Stołu z 2011 roku, dotyczący „utworzenia (…) komórki, która działając na bazie naukowej podejmie i będzie koordynowała badania dotyczące mniejszości niemieckiej, jej historii i dziedzictwa kulturowego”. Wsparcie merytoryczne zapewnia Rada Naukowa złożona z zajmujących się tą problematyką przedstawicieli świata nauki i liderów mniejszości niemieckiej.